# Anton Wigg
Erik Anton Wigg (* 1987 in Järna) ist ein professioneller schwedischer Pokerspieler. Er gewann 2010 das Main Event der European Poker Tour.

## Pokerkarriere

### Online
Wigg spielt seit August 2006 online unter den Nicknames antesvante (PokerStars sowie Full Tilt Poker), Antes08 (partypoker), Rollaround88 (PokerStars.FR) und itsasatchel (Winamax). Seine Online-Turniergewinne liegen bei mehr als 7 Millionen US-Dollar, wobei der Großteil von über 5,5 Millionen US-Dollar auf PokerStars erspielt wurde. Dort gewann er im April 2009 mit dem Sieg bei der Sunday Million auch sein bisher höchstes Online-Preisgeld von knapp 230.000 US-Dollar. Im Jahr 2015 stand der Schwede zeitweise auf dem zweiten Platz des PokerStake-Rankings, das die erfolgreichsten Onlinepoker-Turnierspieler weltweit listet.

### Live
Seine erste Geldplatzierung bei einem Live-Turnier erzielte Wigg im Oktober 2007 in Stockholm. Anfang August 2009 setzte sich der Schwede beim Main Event der European Masters of Poker in Barcelona durch und erhielt eine Siegprämie von mehr als 55.000 Euro. Mitte Februar 2010 gewann er auch das Main Event der European Poker Tour (EPT) in Kopenhagen und sicherte sich den Hauptpreis von umgerechnet über 670.000 US-Dollar. Im September 2010 kam Wigg bei der in London ausgespielten World Series of Poker Europe bei einem Turnier der Variante No Limit Hold’em in die Geldränge. Bei der EPT Kopenhagen erzielte er im Februar 2011 einen dritten und einen ersten Platz, was ihm Preisgelder von umgerechnet rund 100.000 US-Dollar einbrachte. Im Dezember 2011 gewann er bei der EPT in Prag ebenfalls ein Side-Event und sicherte sich eine Siegprämie von 72.000 Euro. Im Juli 2012 war der Schwede erstmals bei der Hauptturnierserie der World Series of Poker (WSOP) im Rio All-Suite Hotel and Casino am Las Vegas Strip erfolgreich und erreichte im Main Event die bezahlten Plätze. Bei der EPT Barcelona erzielte er im August 2014 zwei Top-3-Platzierungen und sicherte sich über 140.000 Euro. Anfang Oktober 2017 gewann Wigg das High Roller des WSOP-Circuits in Hollywood, Florida, wofür er eine Siegprämie von mehr als 110.000 US-Dollar sowie einen Circuitring erhielt. Mitte November 2018 wurde er beim Main Event der partypoker Caribbean Poker Party in Nassau auf den Bahamas Zehnter für 110.000 US-Dollar. Ende November 2021 belegte er beim High Roller der Rock ’N’ Roll Poker Open in Hollywood den mit rund 315.000 US-Dollar dotierten dritten Platz. Beim Main Event der World Poker Tour belegte der Schwede an gleicher Stelle Ende Januar 2021 den zweiten Platz und sicherte sich rund 650.000 US-Dollar.
Insgesamt hat sich Wigg mit Poker bei Live-Turnieren knapp 4,5 Millionen US-Dollar erspielt. Von April bis November 2016 spielte er als Teil von San Francisco Rush in der Global Poker League und kam mit seinem Team bis in die Playoffs.